# TAK정보시스템
티에이케이정보시스템 주식회사(TAK INFORMATION SYSTEMS INC., 구)새한정보시스템 주식회사)는 옛 새한그룹 계열의 컴퓨터시스템통합업체로 새한그룹이 삼성그룹에서 분리될 때 삼성SDS로부터 분사한 회사이다. 한때 세계 최초로 MP3를 개발하기도 하였다.
웅진그룹 계열, GS그룹 계열회사로 편입되기도 하였으나 지금은 도레이첨단소재에 인수되었다. 도레이첨단소재, 도레이케미칼, 코스모신소재, 에리트베이직, 윤선생새한음반, 이녹스 등에 IT서비스를 제공하며 도레이첨단소재 IT계열사로써 SM, SI, ERP, IPT/IPCC, NI, 인프라, 그룹웨어, UC사업 등을 추진하고 있다.
1997년 1월 제일합섬과 새한미디어 전산실을 통합하여 자본금 10억으로 설립되었으며 현재 자본금 51억, 사원수는 143명이다.
1997년 세계최초로 MP3플레이어를 개발하고 1999년 장영실상 수상, 2006년 매일경제 히트상품 선정(EP솔루션) 2009년 대한민국 신성장동력 우수기업 선정(고부가가치, 소프트웨어부문)이 있다.
지분구조는 웅진그룹(웅진케미칼) 29.4%, 코스모그룹(새한미디어) 29.4%를 전량 도레이첨단소재에서 인수하여 대주주 지위를 확보하였으며, 우리사주 및 소액주주 32.8%로 구성되어 있다. 2010년 주요주주였던 새한미디어가 GS방계인 코스모그룹에 인수되어 두 개의 그룹에 속하게 되었으나 2011년 5월 웅진그룹, 새한미디어(코스모신소재) 보유 주식을 도레이첨단소재에서 모두 인수하였다.

## 주요연혁
- 2012년 티에이케이정보시스템(주)로 상호 변경
- 2012년 곽우식 대표이사 취임
- 2011년 도레이첨단소재 계열 편입
- 2010년 GS그룹 계열 편입
- 2010년 강희관 대표이사 취임
- 2009년 대한민국 신성장동력 기업 우수기업 선정(협업솔루션 X-FUSION ECP)
- 2008년 반재학 대표이사 취임
- 2008년 웅진그룹 계열 편입
- 2007년 포오스 파트너 계약 (Nicelog)
- 2006년 매일경제신문 주최 정보통신 부문 매경히트상품 선정(협업시스템 X-FUSION)
- 2004년 .NET 기반의 ERP-System 출시(X-FUSION ERP)
- 2002년 .NET 전문 연구소 설립
- 2000년 MP3사업부문 (주)엠피맨닷컴으로 분사
- 2000년 Verint 파트너 계약 체결
- 2000년 Avaya 파트너 계약 체결
- 1998년 ISO9001 품질 인증 획득
- 1998년 Lucent 파트너 계약 체결
- 1998년 새한그룹 GroupWare 구축(Lotus Notes)
- 1997년 세계 최초 휴대용 MP3 Player 개발(CeBit H/W부문 우수상)
- 1997년 그룹 분리 및 삼성SDS에서 분사 새한정보시스템㈜ 설립
- 1996년 IBM MVS환경에서 UNIX기반의 C/S환경으로 전환
- 1992년 수주~출하 일관시스템 구축(일본 JEMCO컨설팅 연계)
- 1991년 삼성SDS로 통합 - 삼성그룹 정보시스템 종합관리 추진 삼성SDS로 이관(인원, 설비)
- 1990년 RF단말기를 이용한 물류시스템 구축
- 1988년 BAR-CODE를 이용한 JIT System 구축(제일합섬 경산공장)
- 1984년 독일 NINO社 생산시스템 도입
- 1982년 삼성그룹 종합전산실에서 분리 제일합섬 경산공장 전산센터 건립(IBM-4341)
- 1982년 새한미디어 전산실발족
- 1973년 제일합섬 전산실 발족

## 같이 보기
- 엠피맨닷컴